# Рікардо Кларк
Рікардо Ентоні Кларк (англ. Ricardo Anthony Clark; нар. 10 лютого 1983, Атланта, США) — американський футболіст, півзахисник клубу «Х'юстон Динамо».
Виступав за національну збірну США. У складі збірної — володар Золотого кубка КОНКАКАФ.

## Клубна кар'єра
Вихованець футбольної школи клубу «Фурман Паладінс».
У дорослому футболі дебютував 2003 року виступами за команду клубу «Нью-Йорк Метростарс», в якій провів один сезон, взявши участь у 54 матчах чемпіонату.
Згодом з 2005 по 2009 рік грав у складі команд клубів «Сан-Хосе Ерсквейкс» та «Х'юстон Динамо».
Своєю грою за останню команду привернув увагу представників тренерського штабу клубу «Айнтрахт», до складу якого приєднався 2010 року. Відіграв за франкфуртський клуб наступні два сезони своєї ігрової кар'єри.
Протягом частини 2012 року захищав на умовах оренди кольори команди клубу «Стабек».
До складу клубу «Х'юстон Динамо» приєднався 2012 року. Відтоді встиг відіграти за команду з Х'юстона 128 матчів в національному чемпіонаті.

## Виступи за збірну
2005 року дебютував в офіційних матчах у складі національної збірної США. Наразі провів у формі головної команди країни 34 матчі, забивши 3 голи.
У складі збірної був учасником розіграшу Золотого кубка КОНКАКАФ 2007 року у США, здобувши того року титул континентального чемпіона, розіграшу Кубка Америки 2007 року у Венесуелі, розіграшу Кубка конфедерацій 2009 року у ПАР, де разом з командою здобув «срібло», чемпіонату світу 2010 року у ПАР.

## Досягнення
- Володар Золотого кубка КОНКАКАФ: 2007